# Tygodnik Warszawski
Tygodnik Warszawski – pismo katolickie o tematyce społeczno-politycznej wydawane w Warszawie w latach 1945–1948 jako organ prasowy Warszawskiej Kurii Metropolitalnej. Nosiło podtytuł „Pismo katolickie poświęcone zagadnieniom życia narodowego”, odwołując się do ideologii narodowo-demokratycznej Romana Dmowskiego i do nauki społecznej Kościoła. W odróżnieniu od liberalniejszego i wycofanego w sferę kultury „Tygodnika Powszechnego” (1945–1953, redaktor Jerzy Turowicz), organu kurii krakowskiej, oraz ugodowego pisma katolików świeckich „Dziś i Jutro” (1945–1956, redaktor Bolesław Piasecki), „Tygodnik Warszawski” otwarcie zwalczał politykę władz z pozycji antykomunistycznych i tercerystycznych, co zyskało mu reputację najbardziej niepokornego spośród czasopism katolickich. 
Wydawcą pisma była zawiązana w połowie 1945 z inicjatywy ks. Zygmunta Choromańskiego, kanclerza kurii warszawskiej, spółka Katolicki Komitet Wydawniczy, przemianowana na Katolickie Towarzystwo Wydawnicze „Rodzina Polska” (KTW „RP”) jesienią 1945, po powrocie z emigracji ks. Zygmunta Kaczyńskiego, przedwojennego dyrektora Katolickiej Agencji Prasowej, ministra wyznań religijnych i oświecenia publicznego w rządzie Stanisława Mikołajczyka. Tygodnik miał być odskocznią do wznowienia działalności wydawniczej Akcji Katolickiej, na którą władze nie wyraziły zgody. Udziały w spółce posiadali obok kurii ks. Stanisław Mystkowski (prezes zarządu do 1948), ks. Wądołowski (prezes od 1948), ks. Kaczyński, ks. Grzechnik, Adam Grabowski, Józef Kwasiborski, Franciszek Kwasiborski, aktor Marian Wyrzykowski z żoną oraz Potoccy. Według szacunków nakład tygodnika sięgał 20–30 tys. egzemplarzy, przy czym wzrost nastąpił po 1,5 roku działalności.
Tygodnik ukazywał się od 11 listopada 1945 do 5 września 1948. Pierwszym redaktorem naczelnym był ks. Zygmunt Wądołowski, administrator warszawskiej parafii na Solcu, współtworzyli z nim pismo Jan Dobraczyński, Leon Dziubecki, Marian Grzegorczyk, Olgierd Budrewicz i ks. Edward Grzechnik. Przedstawicielem kurii w redakcji był ks. Choromański. Dominował w tym okresie nurt przedwojennego obozu narodowego i tematyka moralna w myśl ostrożniejszej koncepcji ks. Wądołowskiego. W tygodniku publikowali wówczas Stanisław Kozicki, Wincenty Lutosławski, Stanisław Rymar i Zygmunt Wasilewski. Pierwszy numer pisma stwierdzał: „nauka Chrystusowa lekarstwem na wszystko jedynym i niewzruszonym”.
W czerwcu 1946 po otrzymaniu przez ks. Choromańskiego sakry biskupiej nowym delegatem kurii w redakcji i prezesem zarządu KTW „RP” został ks. Mystkowski, a redakcję naczelną wydawnictw spółki objął związany z chrześcijańską demokracją (Stronnictwo Pracy) ks. Zygmunt Kaczyński, który opowiedział się za polemicznym zaangażowaniem w sprawy bieżące i powierzył tworzenie linii ideowej byłym działaczom konspiracyjnej organizacji Unia z Jerzym Braunem, Jerzym Kierstem i Antonim Madejem na czele. Od lutego 1947 Braun pełnił w miejsce Wądołowskiego rolę zastępcy Kaczyńskiego i faktycznego szefa redakcji tygodnika. Narodowcom nie udało się odzyskać kontroli nad pismem poprzez wykup udziałów w spółce, jednak „Kolumna Młodych” pozostała w rękach Wiesława Chrzanowskiego.
Na łamach tygodnika opowiadano się za państwem odwołującym się do wartości chrześcijańskich, prywatną własnością, dobrymi stosunkami z ZSRR. Uznawano granice powojennej Polski i potrzebę reformy rolnej. Jednakże zdecydowanie sprzeciwiano się kolektywizacji rolnictwa, nacjonalizacji całej gospodarki oraz władzy i działalności aparatu bezpieczeństwa. Zakładano radykalną przebudowę społeczeństwa na drodze ewolucyjnej oraz wypracowanie „trzeciej drogi” pomiędzy kapitalizmem a socjalizmem. Próba porozumienia z „Tygodnikiem Powszechnym” z inicjatywy kardynała i arcybiskupa krakowskiego Adama Sapiehy zakończyła się fiaskiem, ponieważ krakowska redakcja, pozostająca pod wpływem filozofii Emmanuela Mouniera, odrzucała zawarty w katolickiej nauce społecznej integryzm. Środowisko warszawskie stało przy tym na stanowisku bliższym episkopatowi.
Zmiana sytuacji politycznej po sfałszowanych wyborach do sejmu w 1947 roku spowodowała zwiększenie napięć między redakcją pod przewodnictwem ks. Kaczyńskiego a władzami. Urząd Kontroli Prasy wzmógł kontrolę artykułów mających się ukazać w „Tygodniku”. Poglądy prezentowane w „Tygodniku Warszawskim” były ostro atakowane w prasie rządowej. Sprzyjały temu powojenne postawy opozycyjne oraz działalność niepodległościowa w czasie wojny osób związanych z „Tygodnikiem” (m.in. W. Chrzanowski, A. Grabowski, J. Braun). W „Głosie Ludu” ukazał się w 1947 wymierzony przeciw Braunowi artykuł pt. Hitlerowiec chce zabierać głos. Środowisko „Tygodnika” było rozpracowywane przez UB w ramach operacji „Miecz”. Ponadto akcja pod kryptonimem „Haga” doprowadziła do odkrycia programu politycznego Unii u ks. Antoniego Marchewki, redaktora naczelnego „Niedzieli”. Jako pierwszych aresztowano ks. Edwarda Grzechnika (w maju 1947), Hannę Iłowiecką (w marcu 1948 w związku ze sprawą Adama Doboszyńskiego) i Kazimierza Studentowicza (w lipcu 1948 przy próbie przekroczenia granicy). 31 sierpnia 1948 roku płk Julia Brystygier z MBP wydała polecenie zrewidowania pomieszczeń redakcji „Tygodnika” oraz mieszkań jego redaktorów i współpracowników, których następnie aresztowano. Ostatnim zatrzymanym w ramach tej akcji był Jerzy Braun z żoną, za którymi wysłano ogólnopolski list gończy (aresztowano ich 11 grudnia 1948 roku w Zakopanem).
Sądy wojskowe wydały następujące wyroki na wszystkie osoby wówczas aresztowane:
- Józef Kwasiborski – dożywocie
- Jerzy Braun – dożywocie
- Jan Hoppe – dożywocie
- Antoni Antczak – 15 lat więzienia (zmarł w więzieniu we Wronkach 31 sierpnia 1952 roku)
- Stanisław Bukowski – 15 lat więzienia
- Kazimierz Studentowicz – 15 lat więzienia
- Konstanty Turowski – 15 lat więzienia
- Anna Braun – 15 lat więzienia
- Cecylia Wecker – 15 lat więzienia
- Adam Grabowski – 14 lat więzienia
- ks. Zygmunt Kaczyński – 10 lat więzienia (zamordowany w więzieniu na Rakowieckiej 13 maja 1953 roku)
- Wiesław Chrzanowski – 8 lat więzienia
- Tadeusz Kudliński – 7 lat więzienia
- Antoni Madej – 7 lat więzienia
- Tadeusz Przeciszewski – 6 lat więzienia
- Andrzej Kozanecki – 6 lat więzienia
- ks. Edward Grzechnik – 6 lat więzienia[16].

Do współpracowników pisma należeli Artur Górski, Feliks Koneczny, Hanna Malewska, Stanisław Pigoń, Zofia Starowieyska-Morstinowa, ks. Jan Twardowski, Maria Winowska, bp Stefan Wyszyński i Jerzy Zawieyski, a także Konstanty Régamey, Irena Pannenkowa, Bogdan Ostromęcki, Aleksander Rymkiewicz i Roman Sadowski. Część autorów – wśród nich Paweł Jasienica, Stefan Kisielewski, Wojciech Natanson, Stanisław Stomma i Jerzy Zagórski – pisała równolegle do „Tygodnika Powszechnego”.